# Красноармейская улица (Выборг)
Красноарме́йская улица — улица в исторической части Выборга, проходит от Выборгской улицы до Рыночной площади.

## История
Проложена в соответствии с первым регулярным планом шведского Выборга, составленным в 1640 году шведским инженером А. Торстенсоном с помощью землемера А. Стренга, согласно которому город разделялся на кварталы правильной геометрической формы прямыми улицами, ширина которых, в основном, была равна 8,5 метров. Улица спрямила прежнюю дорогу из доминиканского монастыря к Круглой башне. По цвету монашеского одеяния горожане называли доминиканцев «Чёрными братьями», отсюда и название «улица Чёрного Братства» — швед. Svartmunke gatan.

Схематическое изображение Выборга до реконструкции
Первый регулярный план Выборга. В нижней части — собор доминиканского монастыря

После взятия Выборга русскими войсками в 1710 году на русских картах улица обычно именовалась Первым переулком (при этом Вторым переулком была нынешняя Краснофлотская улица, Третьим — улица Новой Заставы, Четвёртым — улица Водной Заставы, а Пятым — Подгорная улица). При российской власти она застраивалась домами в стиле русского классицизма, такими, как дом губернского правления.
В 1812 году Финляндская губерния, переименованная в Выборгскую, была присоединена к Великому княжеству Финляндскому в составе Российской империи, в результате чего языком официального делопроизводства в губернии снова стал шведский. На шведских картах того времени улица вначале называлась Монастырской (швед. Kloster gatan), а позже вернулось название «Svartmunke gatan» (на русских картах — улица Чернаго братства). После введения в 1860-х годах в официальное делопроизводство Великого княжества финского языка получили распространение финноязычные карты Выборга, на которых улица именовалась фин. Mustainveljestenkatu (в переводе с финского языка — улица Черного Братства); с провозглашением независимости Финляндии финский вариант названия стал официальным.
После того как согласно генеральному плану Выборга 1861 года, разработанному выборгским губернским землемером Б. О. Нюмальмом, были снесены устаревшие укрепления Рогатой крепости, улица получила продолжение по границе вновь сформированной Рыночной площади с выходом к Северной гавани.
Застройка улицы пострадала в результате советско-финских войн (1939—1944). В 1940—1941 годах, в период вхождения Выборга в состав Карело-Финской ССР, когда использовались таблички и вывески на двух языках, фин. Mustainveljestenkatu по-русски стала именоваться улицей Чёрных братьев. Рассматривалось предложение о новом названии — «Красного Знамени». По окончании Выборгской наступательной операции в советском Выборге с 1944 года за улицей закрепилось современное название — Красноармейская. С 2008 года, после разделения всей территории Выборга на микрорайоны, Красноармейская улица относится к Центральному микрорайону города.
Многие здания, расположенные на улице, внесены в реестр объектов культурного наследия в качестве памятников архитектуры.

## Достопримечательности
д. 3 — Жилой дом К. Клоуберга
д. 17 — Аптека Готтфрида
д. 20 — Здание Полицейского управления
Дом губернского правления (угловой: Крепостная улица, дом 22)

## Галерея

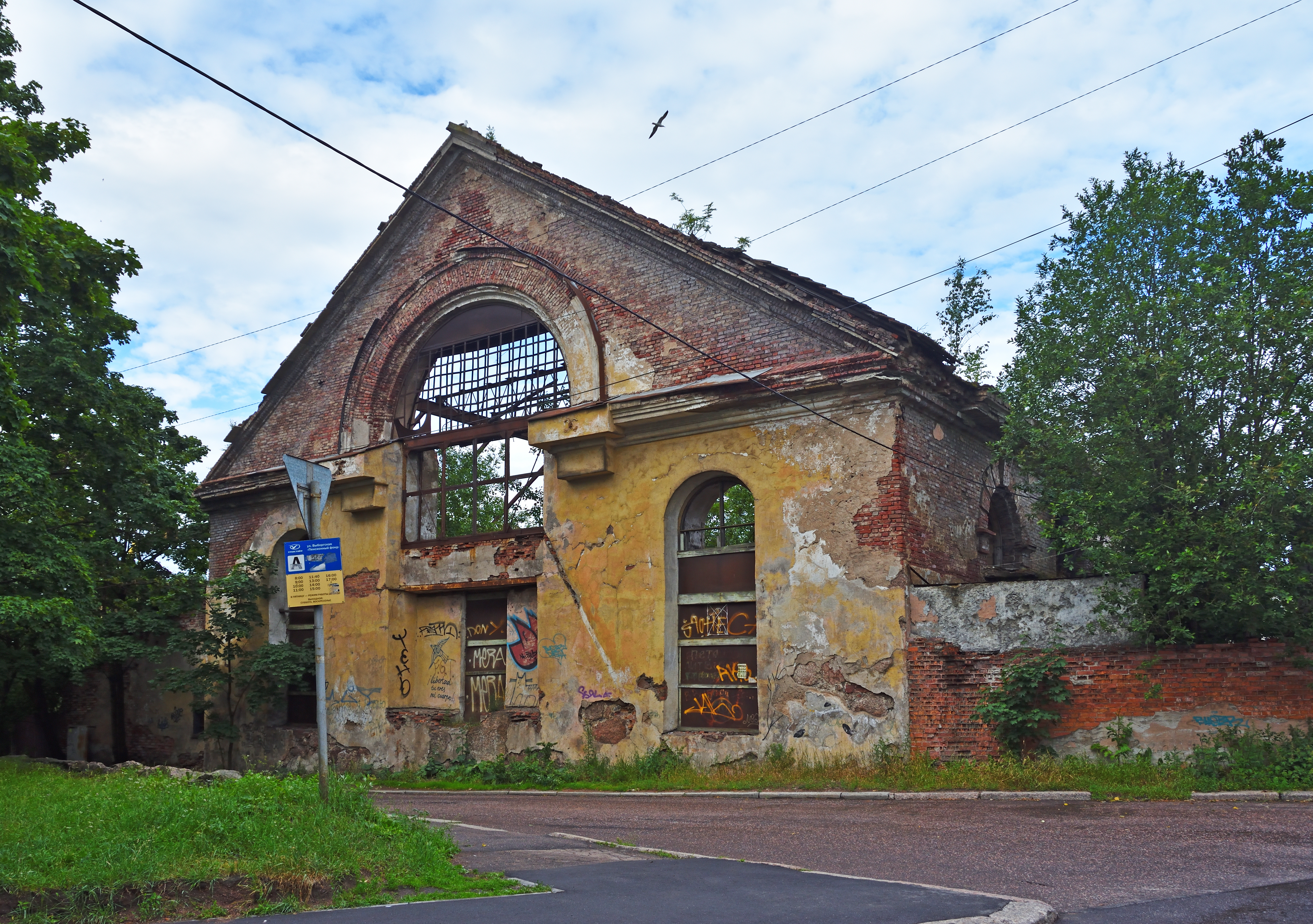
Руины собора доминиканского монастыря
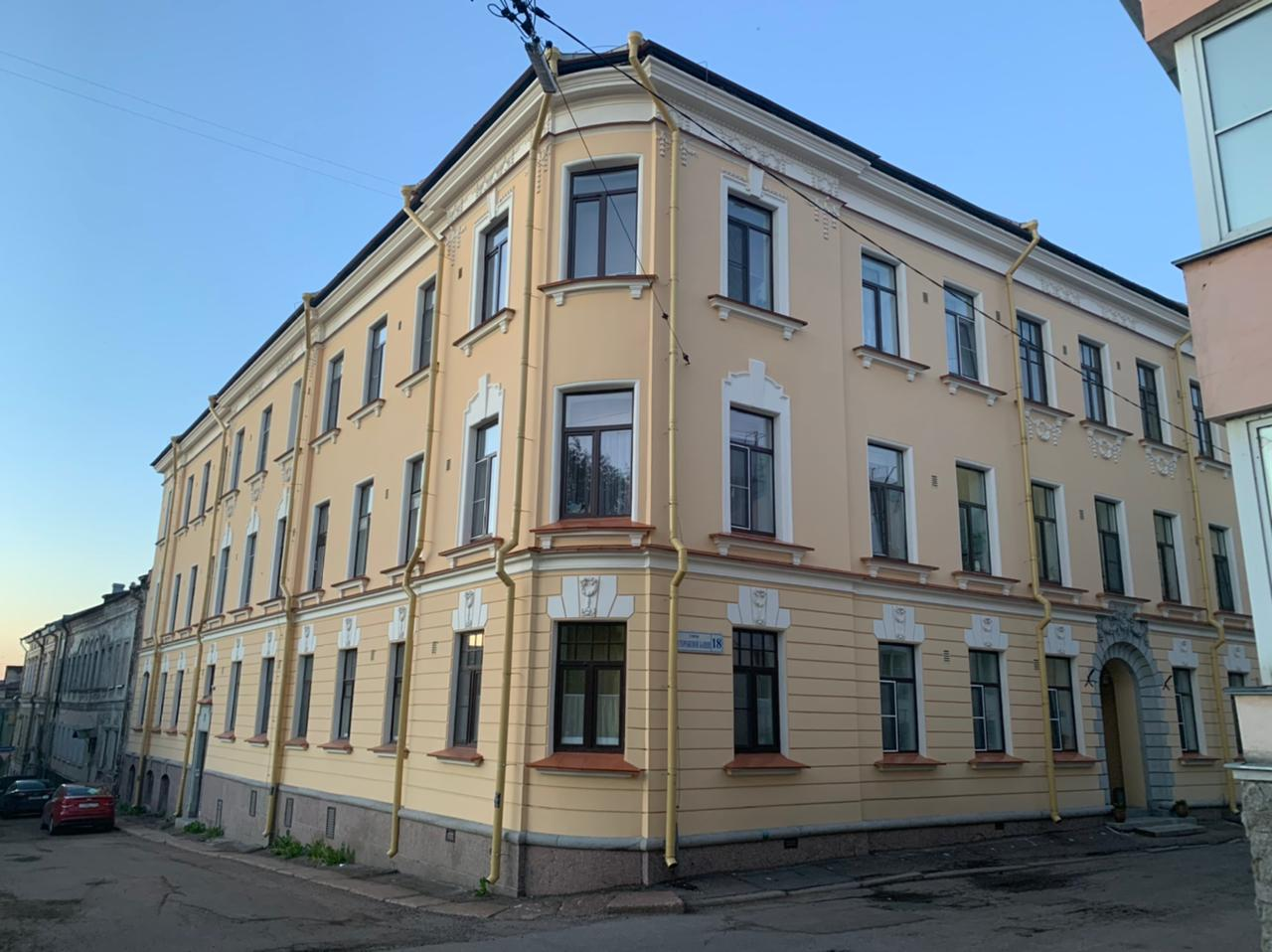
Жилой дом К. Клоуберга
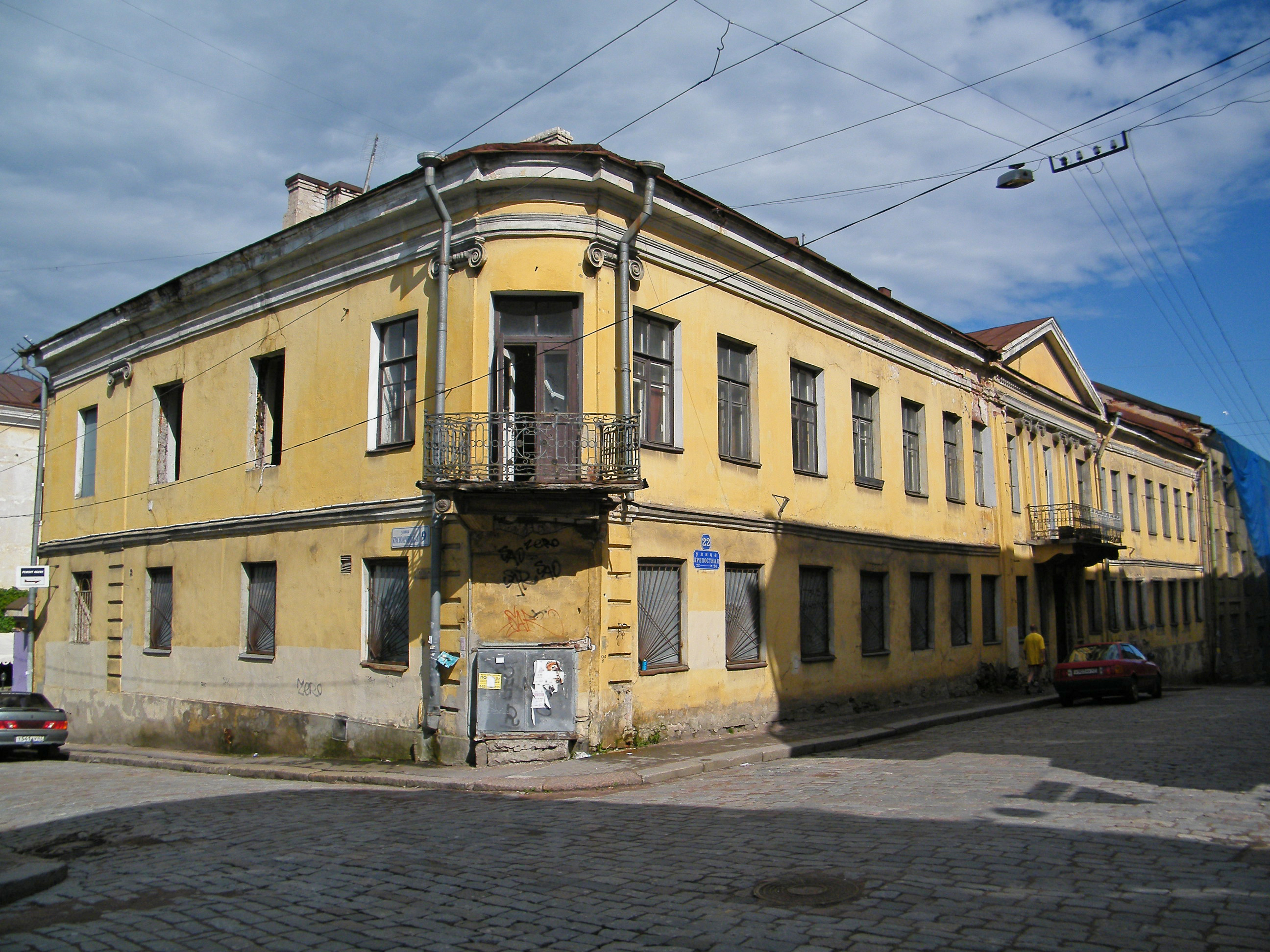
Дом Губернского правления
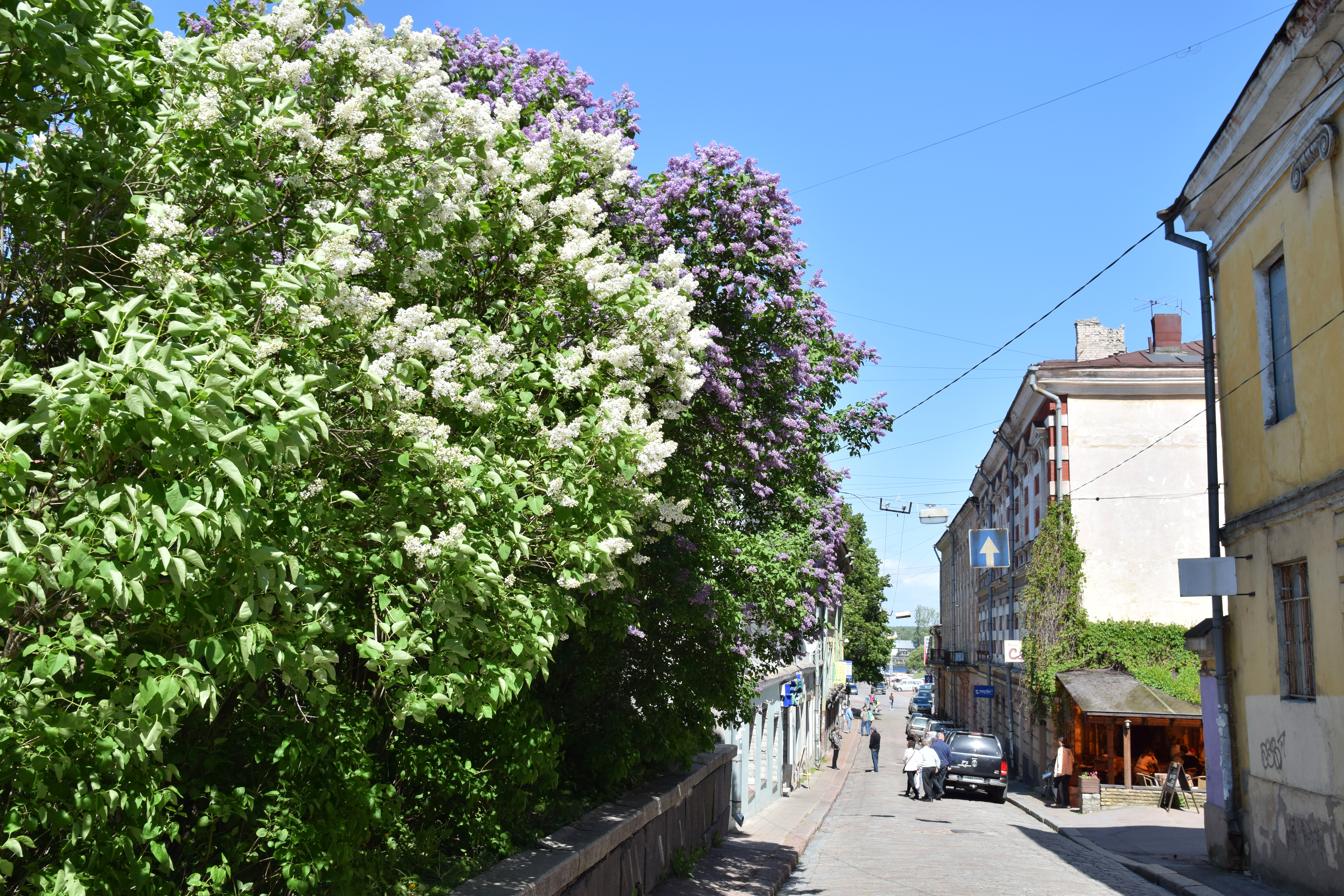
Вид с Крепостной улицы
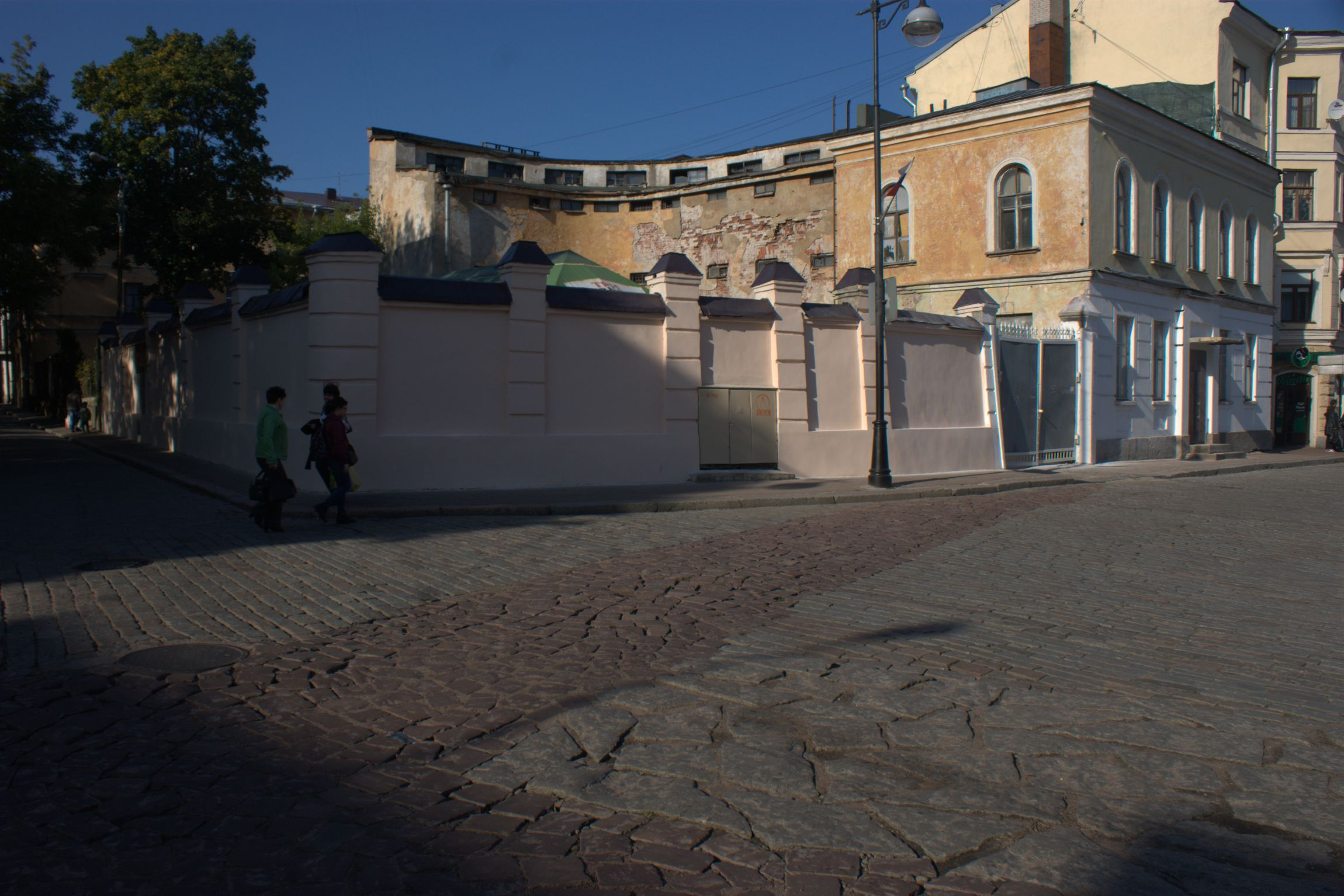
Здание бывшего полицейского управления